# Ларрі Сенгер
Ло́ренс Ма́рк Се́нгер, або Ла́ррі Се́нгер (англ. Lawrence Mark «Larry» Sanger; 16 липня 1968) — американський викладач філософії, один із засновників Вікіпедії, засновник Citizendium.

## Біографічні відомості
Народився в місті Белв'ю, виріс в Анкориджі, на півдні Аляски. У 1991 році закінчив Колледж Ріда, здобувши ступінь бакалавра філософії. У 2000 році закінчив навчання в Університеті Огайо, здобувши ступінь доктора філософії. У своїй науковій діяльності Сенгер досліджував проблему позначок-виправдань, його тезовий есей мав назву «Epistemic Circularity: An Essay on the Problem of Meta-Justification». З кінця квітня по кінець липня 2001 року проживав в Іжевську.

### Вікіпедія
У 2000 році засновник компанії «Боміс» (англ. "Bomis") Джиммі Вейлз найняв Ларрі Сенгера як головного редактора для нової вільної енциклопедії «Нупедія» (англ. Nupedia). Енциклопедія складалася вченими на добровільних засадах, статті енциклопедії проходили експертну оцінку, що помітно уповільнювало розвиток Нупедії. Після знайомства з концепцією вікі, Ларрі Сенгер запропонував Вейлсу застосувати її відносно енциклопедії, щоб прискорити наповнення Нупедії. Це привело до створення вебсайта Вікіпедії, що початково призначалася для попередньої розробки матеріалів, які потім були б розміщені в Нупедії.
Так 15 січня 2001 року Сенгер став єдиним в історії Вікіпедії оплачуваним редактором. Він пропрацював на цій посаді до своєї відставки 1 березня 2002 року. Офіційною причиною відставки було оголошене скорочення штату. Будучи головним редактором Вікіпедії, Лоренс придумав саму назву проєкту — «Вікіпедія», а також сформулював основну частину політики, принципів і правил, а також ідею співтовариства.
Після відставки Сенгера Вейлз почав заперечувати роль Лоренса як співзасновника Вікіпедії. Він визнавав важливість його заслуг, але стверджував, що Сенгер робив усе під його керівництвом і був лише найманим працівником. Проте більшість ентузіастів Вікіпедії визнають Ларрі Сенгера її співзасновником, поряд із Вейлзом.
У своєму прощальному листі [Архівовано 30 квітня 2007 у Wayback Machine.], Ларрі Сенгер написав, що не може більше займатися Вікіпедією навіть на добровільній основі, оскільки в нього немає для цього досить вільного часу. Пізніше у своїй заяві [Архівовано 5 січня 2005 у Wayback Machine.] він додав, що «у проєкті існувала отруйна соціальна й політична атмосфера», з якою він не міг миритися. Проте після звільнення Сенгера Вікіпедія продовжувала бурхливий ріст і увійшла у сотню найпопулярніших сайтів Всесвітньої павутини, в той час як Нупедія без участі Сенгера припинила своє існування того ж року.
У грудні 2004 року Ларрі Сенгер написав для сайту «Kuro5hin» критичну статтю [Архівовано 5 січня 2005 у Wayback Machine.], у якій заявив, що хоча «високо цінує достоїнства Вікіпедії» і добре знає й підтримує «місію й терпиму політику Вікіпедії», але все-таки проєкт має серйозні проблеми. Сенгер написав, що існує криза довіри до проєкту з боку спільноти і що проєкт з'єднав «важких людей, тролів і їхніх натхненників у злоякісну пухлину». Ці проблеми, на думку Сенгера, випливають через «анти-елітаризм» проєкту, його презирство до всього елітарного й відсутності поваги до експертів. Ця стаття Ларрі Сенгера викликала широкий резонанс у середовищі блоггерів і в засобах масової інформації.

### Після Вікіпедії
Після звільнення Сенгер продовжує займатися науковою діяльністю. Він викладає філософію в Університеті Огайо, захоплюється епістемологією, філософією XVII століття й етикою. У вільний час Ларрі Сенгер викладає й сам виконує на скрипці ірландську народну музику у містах Дейтон та Колумбус у штаті Огайо.
Сенгер також був засновником і головним редактором «Огляду новин Y2K від Сенгера» (англ. «Sanger’s Review of Y2K News Reports») для тих, хто очікував глобальної катастрофи з настанням 2000 року, а також керував сайтом про скрипкові традиції Донегола.
У грудні 2005 стало відомо, що Сенгер бере участь у створенні проєкту, альтернативному Вікіпедії. За його словами, новий портал — «Цифровий Всесвіт» (англ. «Digital Universe»), що містить у собі крім іншого енциклопедію, буде більше опиратися на знання експертів. Для розвитку проєкту був заснований «Фонд цифрового всесвіту» (англ. «Digital Universe Foundation»), що зібрав 10,5 млн доларів. Проєкт з'явився у 2006 році й нараховує 50 порталів.
У вересні 2006 Сенгер оголосив про створення відгалуження Вікіпедії — проєкту «Citizendium», що відрізняється головним чином відсутністю анонімного редагування.
27 вересня 2006 Сенгер взяв «відпустку» в «Цифровому Всесвіті», щоб заснувати повністю незалежний фонд «Citizendium». У першому прес-релізі 17 жовтня 2006 Сенгер заявив, що цей фонд «незабаром спробує змістити Вікіпедію з місця одного з основних джерел інформації у мережі».